# Hovdeknattane
Hovdeknattane är en kulle i Antarktis. Den ligger i Östantarktis. Norge gör anspråk på området. Toppen på Hovdeknattane är 2 700 meter över havet.
Terrängen runt Hovdeknattane är varierad. Trakten är obefolkad. Det finns inga samhällen i närheten.